# Bianca Rinaldi
Bianca Rinaldi (São Paulo, 15 de octubre de 1974) es una actriz de telenovelas italo-brasileña, conocida por su actuación en La esclava Isaura. Saltó a la fama al formar parte del Xou da Xuxa como integrante de las Paquitas.

## Vida privada
Desde 2002 está casada con el empresario Eduardo Menga. El 10 de mayo de 2009 se convirtieron en padres de las gemelas Beatriz y Sofía.

## Filmografía

### Televisión
| Año  | Título                           | Personaje                          |
| ---- | -------------------------------- | ---------------------------------- |
| 1995 | Cara & Coroa                     | Mari                               |
| 1995 | Explode Coração                  | Daniela                            |
| 1997 | Malhação                         | Profesora Úrsula                   |
| 1997 | Chiquititas                      | Andrea                             |
| 1999 | Terra Nostra                     | Adele                              |
| 2001 | Xuxa no Mundo da Imaginação      | Feiticeira                         |
| 2001 | Pícara Sonhadora                 | Ludmilla "Mila" Lopes              |
| 2002 | Pequena Travessa                 | Júlia                              |
| 2004 | Meu Cunhado                      | Suzi                               |
| 2004 | La esclava Isaura                | Isaura dos Anjos/ Elvira Vaz       |
| 2005 | Prueba de amor                   | Joana Martins Pena Marinho         |
| 2007 | Caminos del corazón              | Maria Beatriz dos Santos Luz Mayer |
| 2008 | Os Mutantes: Caminhos do Coração | Maria Beatriz/Samira Mayer         |
| 2010 | Ribeirão do Tempo                | Arminda Caligari                   |
| 2011 | O Madeireiro                     | Laura                              |
| 2013 | José de Egipto                   | Tany.Reina Del Bajo Egipto         |
| 2013 | Se Eu Fosse Você: A Série        | Giovanna                           |
| 2014 | La sombra de Helena              | Sílvia                             |
| 2018 | Malhação: Vidas Brasileiras      | Leonor                             |

## Teatro
| Año     | Título                                    | Personaje      |
| ------- | ----------------------------------------- | -------------- |
| 1997–98 | Teen Lover                                | Mariana        |
| 1999    | As Meninas                                | Lorena         |
| 2001    | Aluga-se um Namorado                      |                |
| 2003    | Tudo de Mim                               |                |
| 2004    | A Pedra Mágica                            |                |
| 2005    | Jeitinho Brasileiro                       |                |
| 2006    | A Vida Intima de Laura                    |                |
| 2007    | Amor de Comédia                           |                |
| 2012    | Meio Lá, Meio Cá                          |                |
| 2013    | A Falecida                                |                |
| 2016    | La Pasión de Cristo en la Nueva Jerusalén | Maria          |
| 2016–17 | Nove em Ponto                             |                |
| 2017    | Adeus                                     | Luiza          |
| 2021    | Silvio Santos Vem Aí! - Musical           | Íris Abravanel |